# Prestatyn Town Football Club
Prestatyn Town Football Club è una società calcistica gallese con sede nella cittadina di Prestatyn, Denbighshire, che milita nella Welsh Football League Division One, la seconda divisione del calcio gallese.

## Storia
Il 6 maggio 2013 il club ha conquistato il suo primo trofeo vincendo la Coppa del Galles grazie alla vittoria in finale per 3-1 dopo i tempi supplementari ai danni del Bangor City, con il successo nella coppa nazionale ha ottenuto per la prima volta l'accesso alle competizioni europee essendosi qualificata ai turni preliminari della UEFA Europa League 2013-2014.
Termina la Welsh Premier League 2017-2018 all’ultimo posto, retrocedendo in seconda divisione.

## Strutture

### Stadio
La squadra gioca le sue gare casalinghe al Bastion Road, piccolo impianto di 1000 spettatori. Proprio a causa dello stadio di casa, dopo la promozione dalla Cymru Alliance (la seconda divisione nazionale, area nord) della stagione 2007-08, l'iscrizione della squadra alla Premier League è stata in dubbio, poiché l'impianto non possedeva i requisiti necessari. Il termine per la consegna dei lavori di ammodernamento era previsto per il 1º maggio 2008. Nonostante le proteste dei cittadini, il comune ha dato i permessi alla posa dei riflettori il 23 aprile 2008, cosicché il 15 maggio 2008 è stata ufficialmente ratificata la promozione.

## Palmarès

### Competizioni nazionali
- Coppa del Galles: 1

2012-2013
- Cymru Alliance: 2

2007-2008, 2016-2017
- Welsh Alliance League: 1

2005-2006
- Cymru North: 1

2019-2020

### Competizioni regionali
- Clwyd Premier League: 6

1974–1975, 1975–1976, 1982–1983, 1983–1984, 1998–1999, 2006–2007

### Altri piazzamenti
- Coppa del Galles:

Semifinalista: 2009-2010, 2019-2020
- Welsh League Cup:

Semifinalista: 2014-2015

## Statistiche e record

### Statistiche nelle competizioni UEFA
Tabella aggiornata alla fine della stagione 2018-2019.
| Competizione                  | Partecipazioni | G | V | N | P | RF | RS |
| ----------------------------- | -------------- | - | - | - | - | -- | -- |
| Coppa UEFA/UEFA Europa League | 1              | 4 | 1 | 0 | 3 | 3  | 11 |